# Madalena Brandão
Madalena de Azevedo Cordeiro Norton Brandão mais conhecida por Madalena Brandão (Lisboa, 7 de Março em 1980) é uma actriz portuguesa. Popularizou-se com a personagem Camila em "Super Pai", continuando depois a integrar o elenco de várias séries e novelas. Em Abril de 2019 lançou, juntamente com Joana Seixas, um blogue na plataforma SAPO com o objetivo de ciar um "espaço livre de reflexão" sobre a sutentabilidade.

## Família
Filha de José Luís Cardoso de Meneses Brandão (Lisboa, 17 de Novembro de 1946), bisneto do 1.º Visconde de Margaride e 1.º Conde de Margaride, trineto do 3.º Conde de Sobral e descendente de Luís, conde de Narbonne-Lara (filho bastardo de Luís XV de França), e de sua mulher (15 de Novembro de 1975) Ana Maria Narciso de Azevedo Cordeiro (Lisboa, 12 de Março de 1946 - Lisboa, 18 de Novembro de 1989) e irmã de Francisco de Azevedo Cordeiro Norton Brandão (Lisboa, 16 de Maio de 1977). É prima em 2.º grau da atriz Rita Salema e do ator Rodrigo Menezes.

## Televisão
| Ano         | Projeto              | Papel                          | Notas                 | Canal |
| ----------- | -------------------- | ------------------------------ | --------------------- | ----- |
| 2000 - 2002 | Super Pai            | Camila Figueiredo              | Elenco Principal      | TVI   |
| 2002 - 2003 | O Jogo               | Cristina Vasconcelos Rodrigues | Elenco Principal      | SIC   |
| 2003 - 2004 | Só Gosto de Ti       | Ana                            | Elenco Adicional      | SIC   |
| 2004        | Inspetor Max         | Cristina                       | Participação Especial | TVI   |
| 2005        | Morangos com Açúcar  | Filipa Matos                   | Elenco Principal      | TVI   |
| 2005        | Tudo sobre...        |                                | Participação Especial | RTP1  |
| 2006 - 2007 | Floribella           | Carlota Sotto                  | Elenco Principal      | SIC   |
| 2007 - 2008 | Vila Faia            | Ana Marinhais                  | Elenco Principal      | RTP1  |
| 2009        | Um Lugar para Viver  | Catarina                       | Elenco Adicional      | RTP1  |
| 2009        | Campeões e Detetives | Teresa                         | Participação Especial | TVI   |
| 2011        | Rosa Fogo            | Gilda Azevedo Mayer (Jovem)    | Elenco Adicional      | SIC   |
| 2011        | Maternidade          | Manuela                        | Elenco Adicional      | RTP1  |
| 2012        | Liberdade 21         | Joana                          | Elenco Adicional      | RTP1  |
| 2012 - 2013 | Sinais de Vida       | Vanda Antunes Leal             | Elenco Principal      | RTP1  |
| 2013        | Depois do Adeus      | Rita                           | Elenco Adicional      | RTP1  |
| 2013 - 2015 | Os Nossos Dias       | Patrícia Mendes                | Elenco Principal      | RTP1  |
| 2014        | O Beijo do Escorpião | Marta Ventura                  | Elenco Principal      | TVI   |
| 2014 - 2015 | Jardins Proibidos    | Cláudia Gomes                  | Elenco Principal      | TVI   |
| 2016 - 2017 | A Impostora          | Marta Manhiça                  | Elenco Principal      | TVI   |
| 2017        | Inspetor Max         | Helena "Lena" Ribeiro          | Elenco Principal      | TVI   |
| 2018 - 2019 | A Teia               | Cláudia Messias                | Elenco Principal      | TVI   |
| 2020 - 2021 | Amar Demais          | Salomé Correia                 | Elenco Principal      | TVI   |
| 2023 - 2024 | Queridos Papás       | Bárbara Gomes                  | Elenco Principal      | TVI   |
| 2024        | Mistura Beirão       | Ela Própria - Jurada Convidada | Elenco Principal      | TVI   |
| 2024 - 2025 | A Fazenda            | Letícia "Leti" Barbosa         | Elenco Principal      | TVI   |

## Descendência
Mãe de Duarte Brandão Pereira (2 de Abril de 2011), da sua relação com João de Oliveira Correia Pereira (6 de Julho de 1978), filho de José Frederico Elston Dias Correia Pereira (Lisboa, 10 de Fevereiro de 1948), primo em 2.º grau de Bernardo Sassetti, primo-sobrinho-neto de Luís de Freitas Branco e Pedro de Freitas Branco, primo-sobrinho em 2.º grau de João de Freitas Branco e sobrinho-tetraneto do 1.º Visconde das Nogueiras, e de sua mulher Eduarda de Oliveira Machado.